# Braunston
Braunston is een civil parish in het bestuurlijke gebied Daventry district, in het Engelse graafschap Northamptonshire met 1759 inwoners.